# Rivière aux Rats (rivière Mistassini)
Pour les articles homonymes, voir Rivière aux Rats.
La rivière aux Rats est un affluent de la rivière Mistassibi, coulant dans le territoire non organisé de Rivière-Mistassini, dans la municipalité de Notre-Dame-de-la-Salette et dans la ville de Dolbeau-Mistassini, dans la municipalité régionale de comté (MRC) de Maria-Chapdelaine, dans la région administrative de Saguenay–Lac-Saint-Jean, dans la province de Québec, au Canada,,.
La vallée de la rivière aux Rats est desservie par les routes suivantes :
- partie supérieure : la route forestière R0255 pour les besoins de la foresterie et des activités récréotouristiques ;
- partie intermédiaire : route forestière R0286 qui coupe la rivière au Sud de l’embouchure de la décharge du lac Clair, ainsi que la route forestière R0216 du côté Ouest de la rivière, soit la vallée de la rivière Nepton, puis du côté Est de la rivière aux Rats ;
- partie inférieure : chemin du rang Saint-Luc lequel coupe la rivière, le chemin du 2e Rang, la route des Trappistes, la rue Principale, chemin du rang Saint-Joseph, chemin du 4e rang, chemin de la Rivière-aux-Rats et la route forestière R0216.

La foresterie constitue la principale activité économique du secteur ; les activités récréotouristiques, en second.
La surface de la rivière aux Rats est habituellement gelée de la fin novembre au début avril, toutefois la circulation sécuritaire sur la glace se fait généralement de la mi-décembre à la fin mars.

## Géographie
Le cours de la rivière aux Rats se situe entre les rivières Mistassibi et Mistassini ; elle se déverse dans cette dernière, dans Dolbeau-Mistassini. La rivière aux Rats traverse les lacs suivants (de l’amont en aval) : Grand lac Thomas, Lac de la Rivière, le Petit lac Jourdain et le lac aux Rats.
Les principaux bassins versants voisins de la rivière aux Rats sont :
- côté nord : rivière Mistassibi, rivière Mistassibi Nord-Est ;
- côté est : ruisseau Noël, ruisseau du Caribou, lac des Poissons Blancs, rivière Mistassibi, Petit lac Touladi, rivière à la Carpe, lac de la Cache, décharge du lac Clair ;
- côté sud : rivière Mistassini, lac Saint-Jean ;
- côté ouest : rivière Mistassibi, Petite rivière aux Foins, ruisseau Mathieu, rivière de la Perdrix Blanche, rivière Nepton, rivière Catherine, Petite rivière aux Rats, rivière Déception[2].

La rivière aux Rats prend sa source à l’embouchure du lac Jean-Guy (longueur : 0,7 km ; altitude : 530 m) dans le territoire non organisé de Rivière-Mistassini. L’embouchure du lac Jean-Guy est située à :
- 0,9 km au Sud-Ouest de la route forestière R0255 ;
- 4,0 km au Nord-Est du lac aux Chiens ;
- 5,7 km au Sud-Est du lac au Foin lequel est traversé par la rivière Mistassibi) ;
- 12,5 km au Nord-ouest d’une baie au Nord du Grand lac Jourdain ;
- 23,7 km au Nord-Est du cours de la rivière Samaqua ;
- 82,9 km au Nord-Ouest du lac aux Rats ;
- 120,4 km au Nord-Est de la confluence de la rivière aux Rats et de la rivière Mistassini[2].

À partir de sa source, la rivière aux Rats coule sur 170,6 km vers le sud-ouest entièrement en zone forestière sur un dénivelé de 87 m, selon les segments suivants :
Cours supérieur de la rivière aux Rats (segment de 40,2 km)
- 2,4 km vers le Nord-Est, jusqu’à la décharge (venant du Nord-Ouest) d’un lac non identifié ;
- 1,8 km vers le Sud-Est en traversant le Grand lac Thomas (altitude : 429 m) sur sa pleine longueur, jusqu’à son embouchure ;

- 3,3 km vers le Sud notamment en traversant sur 1,7 km le Grand lac Thomas (longueur : 1,8 km ; altitude : 428 m), jusqu’à son embouchure ;
- 2,0 km vers le Sud, jusqu’au Crique Jos (venant de l’Ouest) ;
- 8,7 km vers le Sud, jusqu’au ruisseau Maltais (venant du Nord-Ouest) ;
- 2,8 km vers le Sud en recueillant du côté Ouest les ruisseaux Donaldson et Emijoboka, et en traversant le Lac de la Rivière (longueur : 0,8 km ; altitude : 353 m) sur sa pleine longueur jusqu’à son embouchure. Note : ce plan d’eau recueille le crique Profond (venant de l’Ouest) ;
- 11,5 km vers le Sud-Est, puis le Sud en traversant le Petit lac Jourdain (longueur : 4,4 km ; altitude : 317 m) sur sa pleine longueur, jusqu’à son embouchure. Note : Ce lac recueille la décharge (venant du Nord-Est) du lac Mandin et Grand lac Jourdain ;
- 7,7 km vers le Sud, jusqu’à la confluence de la rivière Déception (venant de l’Ouest) ;

Cours supérieur de la rivière aux Rats (en aval de la rivière Déception) (segment de 41,7 km)
- 2,8 km vers le Sud-Est en recueillant la décharge (venant du Nord) du Lac des Hauteurs, jusqu’au ruisseau Ulysse (venant du Nord-Ouest) ;
- 6,2 km vers le Sud-Est en serpentant ainsi qu’en recueillant la décharge (venant du Nord-Est) du lac Plat et la décharge du lac Franc (venant du Sud), jusqu’au ruisseau de la Cache (venant du Nord-Est) ;
- 10,4 km vers le Sud-Est en serpentant jusqu’à la confluence de la rivière Subercase (venant du Nord-Ouest) ;
- 9,2 km vers le Sud en formant de grandes boucles et en recueillant le ruisseau Antoine (venant de l’Est), jusqu’à la confluence de la Petite rivière aux Rats (venant du Nord-Ouest) ;
- 5,5 km vers le Sud en formant de grandes boucles jusqu’à la confluence de la rivière Catherine (venant du Sud-Ouest) ;
- 7,6 km vers l’Est en formant de grandes boucles, en recueillant la décharge du Lac du Faux Canal et passant au Nord d’une zone de marais en fin de segment, jusqu’à la décharge (venant du Sud) du Lac du Castor ;

Cours intermédiaire de la rivière aux Rats (segment de 62,1 km)
- 3,5 km vers l’Est jusqu’au ruisseau Noël (venant du Nord-Ouest) ;
- 10,5 km vers le Sud en formant de grands serpentins et en traversant des zones de marais, jusqu’au ruisseau des Aulnes (venant du Nord-Ouest) ;
- 3,5 km vers le Sud en formant de grands serpentins, jusqu’au ruisseau des Brûlés (venant du Nord) ;
- 5,9 km vers le Sud, jusqu’au ruisseau Narcisse (venant du Nord-Ouest) ;
- 9,8 km vers le Sud, en serpentant jusqu’à la confluence de la rivière de l'Écluse (venant du Sud-Est) ;
- 4,2 km vers le Nord-Ouest jusqu’à la décharge (venant du Nord) du Lac du Loup-Cernier ;
- 5,3 km vers le Sud-Est en coupant la route R0216 et en formant de grandes boucles jusqu’à la confluence de la rivière de la Perdrix Blanche (venant du Nord) ;
- 4,1 km vers le Sud en formant une boucle serrée vers l’Est, jusqu’à la rive Nord-Ouest du lac aux Rats ;
- 15,3 km vers le Sud en traversant le lac aux Rats (longueur : 17,5 km, largeur maximale de 1,7 km ; une altitude de 185 m) lequel courbe vers l’Ouest en fin de segment, jusqu’à l’embouchure du lac ;

Cours inférieur de la rivière aux Rats (segment de 26,6 km en zones agricoles et forestières)
- 2,2 km vers le Sud en traversant la Chute à Paquet, jusqu’à la confluence du ruisseau du Loup-Cervier (drainant la Petite rivière aux Foins) ;
- 2,1 km vers le Sud en courbant vers le Sud-Est en recueillant en fin de segment la décharge (venant de l’Est) de la Baie Félix, jusqu’au pont de la route de la Rivière-aux-Rats ;
- 3,9 km vers le Sud-Est, jusqu’à la décharge (venant du Nord) du lac Creux ;
- 6,3 km vers le sud-est en passant du côté sud-ouest du hameau Canton-Pelletier, en recueillant la décharge du lac à Houde et en formant un W en fin de segment, jusqu’au pont de la rue du Pont au village d’Argentenay (Saint-Eugène-d’Argentenay) ;
- 2,6 km vers le sud-est jusqu’au pont de la route du 2e Rang ;
- 9,5 km en recueillant les eaux de la rivière à la Carpe (venant du Nord) avant de former une boucle vers l’Est, en contournant une île, puis vers le Sud en courbant vers le Sud-Est et en passant sous le pont du chemin du rang Saint-Luc, jusqu’à son embouchure[2].

La rivière aux Rats se déverse sur la rive nord de la rivière Mistassini près de l’île de la Paix et face à la ville de Dolbeau-Mistassini. Cette confluence est située à :
- 1,9 km en amont de la confluence de la rivière Mistassibi avec la rivière Mistassini ;
- 2,0 km au Nord-Ouest du centre-ville de Dolbeau-Mistassini ;
- 40,9 km au nord-ouest de l’embouchure du lac Saint-Jean ;
- 20,4 km au nord de l’embouchure de la rivière Mistassini (confluence avec le lac Saint-Jean)[5],[2].

À partir de l’embouchure de la rivière aux Rats, le courant descend le cours de la rivière Mistassini sur 24,6 km d’abord vers l’Est, puis vers le Sud-Ouest. À l’embouchure de cette dernière, le courant traverse le lac Saint-Jean sur 42,7 km vers l’est, puis emprunte le cours de la rivière Saguenay vers l’est sur 155 km jusqu'à la hauteur de Tadoussac où il conflue avec le fleuve Saint-Laurent.

## Toponymie
Cet hydronyme évoque la présence de nombreux rats musqués dans le cours supérieur de la rivière. Dès 1880, Arthur Buies utilise la forme « Rivière aux Rats » dans sa monographie Le Saguenay et la Vallée du Lac St-Jean. Ce nom est également inscrit au Dictionnaire des rivières et lacs de la province de Québec (1914),.
Le toponyme de « rivière aux Rats » a été officialisé le 5 décembre 1968 à la Banque des noms de lieux de la Commission de toponymie du Québec.